# 올더 댄 아메리카
《올더 댄 아메리카》(영어: Older than America)는 2008년 개봉한 미국의 서스펜스 드라마 영화이다. 조지나 라이트닝이 연출하고 공동 각본을 썼다. 애덤 비치, 웨스 스투디, 조지나 라이트닝, 브래들리 쿠퍼 등이 출연하였다.
이 영화는 2008년 사우스 바이 사우스웨스트 장편 극영화 부문에 초청돼 3월 8일 전 세계 최초로 상영되었다. 이어 2008년 3월 위민 위드 비전 페스티벌, 2008년 6월 토킹 스틱 영화제, 2000년 4월 레이크 에로헤드 영화제에서 상영되었다.

## 줄거리
폰더랙 원주민 보호 구역과 인근 마을인 미네소타주 애로헤드리전 클로케이를 배경으로, 현재는 버려진 가톨릭 아메리칸 인디언 기숙 학교에 과거 납치 수용돼 학대당한 끝에 살해된 원주민 아이들의 영혼이 한 오지브웨족 여성 앞에 나타나 진실을 밝히고자 한다. 

## 출연
- 애덤 비치 - 존 굿페더 역
- 조지나 라이트닝 - 레인 매니 라이트닝스 오로크 역
- 브래들리 쿠퍼 - 루크 피터슨 역
- 탠투 카디널 - 바버라 "애플 고모" 오로크 역
- 스티븐 요컴 - 디미트리 바톨리 신부 역
- 댄 해리슨 - 월터 매니 라이트닝스 역
- 웨스 스투디 - 리처드 투 리버스 역
- 글렌 굴드 - 스티브 클래머스 역
- 데니스 뱅크스 - 피트 굿페더
- 크리스 멀키 - 폴 건더슨 역
- 로즈 베런스 - 아이린 매니 라이트닝스 오로크 역
- 크리스틀 라이트닝 - 다이앤 역
- 글로리아 에슈키복 - 매티 문섀도 역

## 기타 제작진
- 총괄 제작: 오드리 마티네즈, 애덤 비치
- 공동 제작: 앤드루 피터슨
- 라인 제작: 데버라 더브리스
- 협력 제작: 댄 해리슨
- 배역: 린 블루먼솔
- 미술: 캐럴 스트로버
- 세트: 질 브로드풋
- 의상: 테리 덩컨

## 출시
2010년 3월 17일에 IFC 필름스를 통해 주문형 비디오(VOD)를 발매되었다. 2010년 10월 12일에 DVD 형식으로 출시되었고, 영국에서는 메트로돔에서 2012년 3월 5일에 American Evil이라는 제목으로 DVD 및 블루레이 디스크를 출시하였다.